# Слав'ятинок-Старий
Слав'ятинок-Старий, раніше Слав'ятинок (пол. Sławacinek Stary, Славацинек-Старий) — село в Польщі, у гміні Біла Підляська Більського повіту Люблінського воєводства. Населення — 1092 особи (2011).

## Історія
1698 року вперше згадується церква східного обряду в селі.
За даними етнографічної експедиції 1869—1870 років під керівництвом Павла Чубинського, у селі переважно проживали греко-католики, які розмовляли українською мовою.
У міжвоєнні 1918—1939 роки польська влада в рамках великої акції закриття та руйнування українських храмів на Холмщині і Підляшші перетворила місцеву православну церкву на римо-католицький костел.
У 1975—1998 роках село належало до Білопідляського воєводства.

## Населення
Демографічна структура станом на 31 березня 2011 року:
|          | Загалом | Допрацездатний вік | Працездатний вік | Постпрацездатний вік |
| -------- | ------- | ------------------ | ---------------- | -------------------- |
| Чоловіки | 555     | 151                | 366              | 38                   |
| Жінки    | 537     | 124                | 319              | 94                   |
| Разом    | 1092    | 275                | 685              | 132                  |